# 2014 FV71
2014 FV71, também escrito como 2014 FV71, é um corpo menor que está localizado no disco disperso, uma região do Sistema Solar. Ele possui uma magnitude absoluta de 5,7 e tem um diâmetro estimado com cerca de 319 km. O astrônomo Mike Brown lista este corpo celeste em sua página na internet como um candidato a possível planeta anão.

## Descoberta
2014 FV71 foi descoberto no dia 24 de março de 2014.

## Órbita
A órbita de 2014 FV71 tem uma excentricidade de 0,338 e possui um semieixo maior de 56,562 UA. O seu periélio leva o mesmo a uma distância de 37,438 UA em relação ao Sol e seu afélio a 75,685 UA.